# Su-4
Su-4 (ros. Су-4) – radziecki lekki samolot bombowy używany podczas II wojny światowej, zaprojektowany przez Pawła Suchoja. Wersja rozwojowa samolotu Su-2 wyposażona w silnik M-82 Szwecow oraz zredukowanym uzbrojeniem stałym do dwóch karabinów maszynowych Berezin UB 12,7 mm.